# Buraco negro de massa intermediária

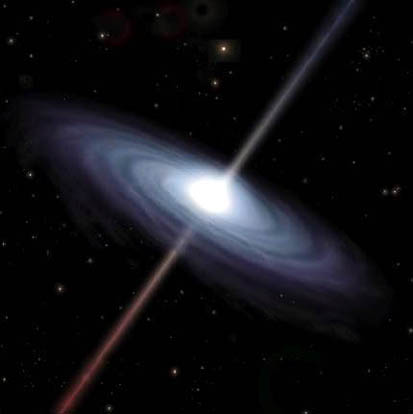
Buraco Negro de Massa Intermediária

Um buraco negro de massa intermediária (BNMI) (originalmente em inglês IMBH de Intermediate-mass black hole) é um buraco negro no qual a massa é significativamente maior que um buraco negro estelar (umas poucas dezenas de vezes a massa do Sol) e ainda bem menor que a massa de um buraco negro supermassivo (umas poucas milhões de massas solares).

## Evidências
Há menos evidências de sua existência que para os outros dois tipos. Algumas fontes de raios X ultraluminosas (ULXs, do inglês ultra-luminous X ray sources) em galáxias da nossa vizinhança são suspeitas de ser BNMIs, com massas de uma centena a um milhar de massas solares. As ULXs são observadas em regiões de formação de estrelas (e.g., na galáxia explosiva em estrelas M82, e são convenientemente associados com os conjuntos de estrelas novas que são observados igualmente nestas regiões. De qualquer modo somente a medição da dinâmica de massas da análise do espectro ótico das estrelas companheiras pode revelar a presença de um IMBH como o corpo compacto responsável pela acreção do ULX.
Evidência adicional para a existência de BNMIs podem ser obtidas pela observação de radiação gravitacional, emitida pelo resíduo compacto que orbita o BNMI.

## Hipóteses sobre a formação
Entretanto não é claro como tal buraco negro se formaria. De um lado, são demasiado massivos para se formarem pelo colapso de uma única estrela, que é como os buracos negros estelares são supostamente formados. De um lado, em seus ambientes faltam as condições — i.e., a alta densidade e as velocidades extremas observadas nos centros de galáxias — que conduzam convenientemente à formação de buracos negros supermassivos. Há dois cenários populares da formação para BNMIs. O primeiro, é a fusão de buracos negros de massa estelar e de outros objetos compactos por meio de radiação gravitacional. O segundo é a colisão de estrelas massivas de grupos estelares densos e do colapso do produto da colisão em um BNMI.

## Observações e discussões
Em novembro de 2004 um time de astrônomos relatou a descoberta de GCIRS 13E, o primeiro buraco negro de massa intermediária em nossa galáxia, orbitando a três anos-luz de Sagitário A*. Este buraco negro médio de 1300 massas solares está dentro de um grupo de sete estrelas, possivelmente o resíduo de um grupo de estrelas massivas que tenha sido rompido pelo centro galático. Esta observação deve adicionar apoio à ideia que buracos negros supermassivos crescem por absorver buracos negros menores e estrelas da vizinhança. Entretanto, recentemente, um grupo de pesquisa da Alemanha afirmou que a presença de um BNMI próximo do centro galático é duvidosa. Esta conclusão baseada sobre um estudo dinâmico de um pequeno grupo de estrelas no qual deve situar-se o buraco negro de massa intermediária. O debate sobre a real existência de buracos negros de massa intermediária mantém-se ainda aberto.
Mais recentemente, em janeiro de 2006 um time liderado pelo Prof. Philip Kaaret da University of Iowa, Iowa City, anunciou a descoberta de uma oscilação semiperiódica de um candidato a buraco negro de massas intermediária localizado usando-se o Rossi X-ray Timing Explorer da NASA. O candidato, M82 X-1, é orbitado por uma estrela gigante vermelha que está vertendo sua atmosfera dentro do buraco negro. Nem a existência da oscilação nem sua interpretação como o período orbital do sistema são aceitadas inteiramente com tranquilidade pela comunidade científica. Enquanto a interpretação tenha sido completamente razoável, a periodicidade que foi reivindicada baseou-se em somente aproximadamente 4 ciclos, significando que é completamente possível esta ser uma variação aleatória. Se o período é real, poderia ser o período orbital, como sugerido, ou um período super-orbital no disco de acreção, como é visto em muitos outros sistemas.
Em 2004, novo tratamento foi dado a questões sobre este corpo celeste pela Royal Netherlands Academy of Sciences, Institute of Advanced Physical and Chemical Research, NASA e a Universidade de Tóquio, através de observações do Observatório de raios-X Chandra.
Outros trabalhos resultantes das observações de M82, Antennae, NGC 1808, NGC 6240 e NGC 7331 têm sido apresentadas, especialmente na análise de emissões de binários emissores de raios X, alguns sendo considerados como candidatos a serem compostos por buracos negros de massa intermediária.
Observações na galáxia M31 igualmente têm apresentado a probabilidade de nesta haver um buraco negro de massa em torno de 20 mil massas solares.